# Hibiscus dimidiatus
Hibiscus dimidiatus är en malvaväxtart som beskrevs av Franz von Paula Schrank. Hibiscus dimidiatus ingår i Hibiskussläktet som ingår i familjen malvaväxter. Inga underarter finns listade i Catalogue of Life.